# Aeroplankton

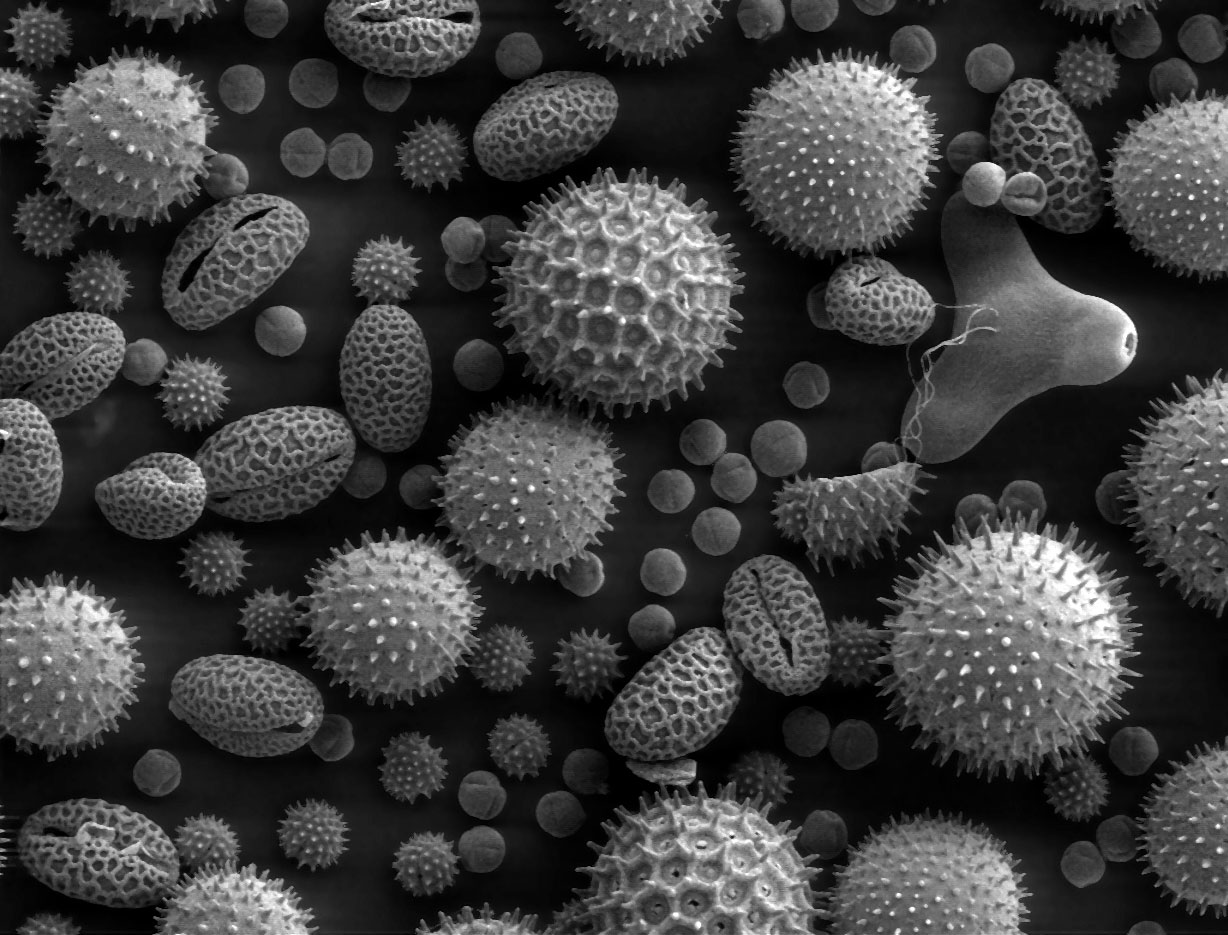
Pyłki roślinne wchodzą w skład aeroplanktonu

Aeroplankton, anemoplankton, plankton powietrzny, plankton eoliczny (gr. aer „powietrze”, planktós „błąkający się”) – ogół organizmów unoszonych ruchami powietrza w atmosferze. Do organizmów takich zaliczane są bakterie, zarodniki grzybów, drobne pajęczaki, owady i inne drobinki organiczne.
Struktura aeroplanktonu uzależniona jest od pory roku i od środowiska w jakim występuje. W borach sosnowych na przykład wiosną przeważają pyłki sosen i brzóz natomiast latem spory.
Obecność owadów w aeroplanktonie notowano na wysokości do 2200 m.
Większość organizmów tworzących plankton eoliczny rozprzestrzenia się na znaczne odległości.